# Luidia sagamina
Luidia sagamina är en sjöstjärneart som beskrevs av Doderlein 1920. Luidia sagamina ingår i släktet Luidia och familjen sprödsjöstjärnor.
Artens utbredningsområde är Mexikanska golfen.

## Underarter
Arten delas in i följande underarter:
- L. s. sagamina
- L. s. aciculata